# しにがみのバラッド。
『しにがみのバラッド。』は、ハセガワケイスケによる日本のライトノベル。略称は「しにがみ」「しにバラ」「バラッド」など。イラストは七草が担当。電撃文庫（メディアワークス→アスキー・メディアワークス）より2003年6月から2010年7月まで刊行された。「電撃文庫MAGAZINEプロローグ2」より派生作品である『シニガミノバラッド。アンノウンスターズ。』が連載されており、書籍版が2008年9月から2009年12月まで刊行された。2007年4月時点で原作小説の累計発行部数は130万部を突破している。
メディアミックスとして、ラジオ番組「電撃大賞」で「ヒカリのキセキ。」がラジオドラマとして2005年4月から全4回にわたり放送され、2008年2月には同番組にて「炭酸水と透明の君へ。」が全4回にわたり再ラジオドラマ化された。『LaLa』および『LaLa DX』（白泉社）より和泉明日香によるコミカライズが2005年7月号から2007年3月号まで連載された。2006年にはテレビアニメが、2007年にはテレビドラマが放送された。

## 登場人物

### しにがみのバラッド。
モモ
本作の主人公。アンとそっくりの容姿をした死神の少女。アンと同じく感情があるが、性格は優しい。その優しさから人間を助けてしまう。
死神でありながら白い容姿の為に「ディス」（変わり者）と呼ばれていた。透き通るような白い肌、白いワンピース姿、鈍色の鎌を持ち、赫い靴を履いている。
しょっちゅういろんな事に首を突っ込むお節介。人の魂を運ぶ役目にありながら、人の死に涙を流す優しい死神（ダニエル曰く泣き虫）で、時たま助けてしまったりする。魂を運ぶ際に、ダニエルと一緒に踊る。時として、お節介さから死神としての役割を超えた行動をするため稀に「天使」と言われるが、一方で時折、重い事やキツイ冗談を言ったり、結果的にダニエルが不利になるようなことを言うと、ダニエルから「悪魔」や「鬼」と言われる。
死神のライセンスIDがA-100100号なので百々で「モモ」という名をダニエルにつけてもらった。 元々、死神には固有の名前は無く仕え魔も「ご主人様」と呼ぶが、モモの場合そう呼ばれるのは嫌だったため、ダニエルに「好きに呼んで良い。」と言ったことがそもそものきっかけ。
アンとは双子の姉妹だった。生前の名前は「トウカ」で、漢字表記は「桃花」。
アン
モモとそっくりの容姿をした死神の少女。モモと同じく感情があるが、性格は冷酷で容赦が無い。死神は魂を天上に運ぶことを役目とするが、アンは魂を消滅させる。死神の中でも強大な力を持っており、死神としては特別な存在といわれる。そのため、モモのことはどうも好きになれず、いつしか恐れるようになった。死神A-99号。UN（唯一の存在）から、アンと呼ばれるようになった。
8巻では、ダニエルの存在を消してしまう。
モモとは双子の姉妹だった。生前の名前は「キョウカ」で、漢字表記は「杏花」。
ダニエル
モモの仕え魔兼保護者のような存在。黒猫の姿をしており、金色の瞳とブカブカの首輪に付いた大きな鈴が特徴。コウモリのような羽を生やして空を飛ぶことができる。一応、人型の姿になれるが、あまり気に入らないらしく、モモに命令されるか、倒れたモモを運ぶとき以外は変身しない。
仕え魔名家「アラーラ」の出で、とても優秀。本名はダニエル・ド・アラーラ。
モモがいつも過剰に人間に関わってしまうことに手を焼いている。しかし、モモに頼まれるとよほどのことが無い限りはその役目を忠実に果たす。ちなみに、モモから最初に頼まれたことは、モモの呼称（名前）を決めること。
人間に対して若干意地悪な態度をとる。人間が持つ「死神」のイメージについて「単調」と評している。子供は泣き虫でわがままで甘えるから嫌いと言っている割には、意外と子守上手。
12巻では突然消えてしまったモモを探すため、モモと関わった人間の想いを探す旅に出た。
ニコル
アンの仕え魔の猫。体は灰色で常盤緑の瞳をしている。アンに仕えるようになってからアン同様、赤いスカーフを身につけている。「アラーラ」と並ぶ、仕え魔名家「ウィノラ」の出。アンに仕えるまではダニエルと大の親友だったが、２巻でアンがモモを傷つけてしまったため、けんか別れしてしまっている。ニコルはニックネームで本名は「ニコラウス」。ちなみに、ニコルのことをアンは「ニコラウス」、モモとダニエルは「ニコル」と呼ぶ。
真白（マシロ）
12巻に登場した散切りボブの少女。那由多ソラから存在のために名前を借りて、宮崎エコ、原上誠剛、黒崎クロエ、水者ミツミらモモとつながりを持つ人と出会い、モモを探すために協力する。元々、名前がないため、存在を示すことができなかった模様。那由多ソラの名前を返した後、モモに「マシロ」という名前を付けてもらった。
『シニガミノバラッド。アンノウンスターズ。』で那由多ソラとして出てきているが、性格は多少異なる。
「あいのうた。」（12巻）では、ミズタという日本の医者に出会っている。
なお、同作者の他作品『みずたまぱにっく。』に水田マシロというキャラクターがいる。
咲ヶ本モモ（さかもと モモ）
「あいのうた」（12巻）で登場した「モモ」という名の少女。
『シニガミノバラッド。アンノウンスターズ。』の主人公と同じ名前であり、作中での表現や『シニガミノバラッド。』第1巻のカバーイラストにてモモとつながりがあることが明かされている。

### シニガミノバラッド。アンノウンスターズ。
咲ヶ本モモ（さかもと モモ）
新トウキョウ花園学園に転入してきた本作の主人公。学年・クラスは1年桜組。
不思議な響きの声（ウィスパーボイス）が特徴の、天然チックなお姫様系性格の持ち主。だがそれはあくまで猫を被っているだけであり、その本性は支離滅裂・破天荒そのもの。透き通りそうな白い肌と華奢な体とは裏腹に言動は過激・辛辣そのものなため、敵味方内外問わず「破壊的な天使（デストラクションベイビー）」という通り名で呼ばれており、『しにがみのバラッド。』と同じように「ディス」とも呼ばれている。かわいいもの好き（ラブリー×ハンター）で、苺大福が大好物。それ以外に、甘い物やポテチのようなスナック、つまりお菓子全般が好き。カレーのような辛い物、ビターチョコのような苦い物はきらい。
幻魔（ゲルマ）を狩る死神で、花園学園には潜入捜査としてやってきた。しかし、ダニエル曰く、「一番あってない」らしい。
『しにがみのバラッド。』第12巻に登場している。その際入院しており、理由は怪我をしたことで上司から入院を命じられたからとのこと。
ダニエル
黄金色の瞳と真っ黒な猫という姿をしたモモの仕え魔。この作品きっての不幸キャラで、特にモモやルーシィには相当いじめられている。モモの補佐役という点では『しにがみのバラッド。』に近いものの、作中での立ち位置は『チアフルチャーマーもも』のダニエルと何ら変わらない。

## 用語
死神A-
特殊な死神に付けられる死神のライセンスID。このIDで登録されている死神のパーソナルデータは抹消されている。
鎌
死神が人間から魂を奪うときに使う（モモだけは例外的に鎌を使わず、踊って魂を鎮め、連れて行く）。

## 制作背景
本作は、第8回電撃ゲーム小説大賞に応募していたハセガワケイスケにKADOKAWAの編集者・三木一馬が声をかけたことがきっかけで誕生した。三木によれば本作を刊行するうえで「当時珍しかった、ですます調の告知文を掲載する」「口絵は空間を意識したレイアウトにする」「優しい文体で女性にも読める作品を目指す」などの試行錯誤を重ねたと振り返っている。

## 既刊一覧

### 小説
- ハセガワケイスケ（著）・七草（イラスト）、メディアワークス→アスキー・メディアワークス〈電撃文庫〉、全13巻
  - 『しにがみのバラッド。momo the girl god of death "ballad"』2003年6月25日初版発行（6月10日発売[6]）、ISBN 4-8402-2393-9
  - 『しにがみのバラッド。2 momo the girl god of death "my girl"』2003年10月25日初版発行（10月10日発売[7]）、ISBN 4-8402-2491-9
  - 『しにがみのバラッド。3 momo the girl god of death "planet"』2004年1月25日初版発行（1月10日発売[8]）、ISBN 4-8402-2575-3
  - 『しにがみのバラッド。4 momo the girl god of death "love&hate"』2004年4月25日初版発行（4月10日発売[9]）、ISBN 4-8402-2656-3
  - 『しにがみのバラッド。5 momo the girl god of death "hello"』2004年8月25日初版発行（8月10日発売[10]）、ISBN 4-8402-2756-X
  - 『しにがみのバラッド。6 momo the girl god of death "everlast"』2005年6月25日初版発行（6月10日発売[11]）、ISBN 4-8402-3042-0
  - 『しにがみのバラッド。7 momo the girl god of death "twilight"』2005年8月25日初版発行（8月10日発売[12]）、ISBN 4-8402-3121-4
  - 『しにがみのバラッド。8 momo the girl god of death "starlight"』2006年3月25日初版発行（3月10日発売[13]）、ISBN 4-8402-3344-6
  - 『しにがみのバラッド。9 momo the girl god of death "gravity"』2006年8月25日初版発行（8月10日発売[14]）、ISBN 4-8402-3513-9
  - 『しにがみのバラッド。10 momo the girl god of death "call"』2007年3月25日初版発行（3月10日発売[15]）、ISBN 978-4-8402-3755-0
  - 『しにがみのバラッド。11 momo the girl god of death "loop"』2008年3月25日初版発行（3月10日発売[16]）、ISBN 978-4-8402-4185-4
  - 『しにがみのバラッド。12 momo the girl god of death "daniel"』2009年4月10日初版発行（同日発売[17]）、ISBN 978-4-04-867761-5
  - 『しにがみのバラッド。リバース。momo the girl god of death "rebirth"』2010年7月10日初版発行（同日発売[18]）、ISBN 978-4-04-868650-1
- ハセガワケイスケ（原作）・山本ケイジ（イラスト）・七草（ビジュアルコンセプト）、アスキー・メディアワークス〈電撃文庫〉、全3巻
  - 『シニガミノバラッド。アンノウンスターズ。』2008年9月10日発売[19]、ISBN 978-4-04-867211-5
  - 『シニガミノバラッド。アンノウンスターズ。 2』2009年5月10日発売[20]、ISBN 978-4-04-867811-7
  - 『シニガミノバラッド。アンノウンスターズ。 3』2009年12月10日発売[21]、ISBN 978-4-04-868196-4

### 漫画
- ハセガワケイスケ（原作）・和泉明日香（作画） 『しにがみのバラッド。』 白泉社〈花とゆめコミックス〉、全3巻
  1. 2006年3月4日発売、ISBN 4-592-18386-X
  2. 2006年8月5日発売、ISBN 4-592-18387-8
  3. 2007年6月5日発売、ISBN 978-4-592-18388-4

### 関連作品
- 電撃文庫ビジュアルノベル
  - 『しにがみのバラッド。momo the girl god of death "***girl***" ひとつのあいのうた。Everlastin'Girl』2005年1月28日発売[22]、ISBN 978-4-84-022843-5
  - 『しにがみのバラッド。momo the girl god of death "***girl***" はねのないおんなのこ。Whisperin'Girl』2008年12月16日発売[23]、ISBN 978-4-04-867482-9
- 文庫本未収録作品
  - チアフルチャーマーもも。Cheerful Charmer MOMO（オフィシャル海賊本・電撃h&p、電撃hpa、電撃BUNKOYOMI）
  - しにがみのバラッド。特別篇 〜ちいさなスノウリバース。a Little Snow Rebirth（電撃hp vol.33）

## ドラマCD
しにがみのバラッド。momo the girl god of death "cinema" the drama disk
電撃hp volume36、電撃の缶詰誌上で通信販売専用で販売されたドラマCD。
封入品
- 『しにがみのバラッド。』ドラマCD。
- ハセガワケイスケ書き下ろし小説『だにえるのはっけん。』小冊子
- 特製ハンドミラー。
- オリジナルステッカーセット。

内容
- ヒカリのキセキ。 I feel the light (altermative ver.)
- スノウリバース。 Snow Rebirth
- シークレット･トラック。 Secret track

声の出演
- モモ：能登麻美子
- ダニエル：広橋涼
- 幾間大輝：菅沼久義
- 幾間一陽：堀之紀
- 原上セイゴ：森田成一
- 広日向アズリ：村田あゆみ

しにがみのバラッド。momo the girl god of death "cinema" wonderful world e.p.
電撃文庫MAGAZINE vol.1、電撃の缶詰誌上で通信販売専用で販売されたドラマCD。
封入品
- 『しにがみのバラッド。』ドラマCD(ヴォイスドラマパート)。
- 『しにがみのバラッド。』ドラマCD(テーマソングパート)。
- オリジナルステッカーセット。
- しにがみのノートパッド。

※ヴォイスドラマパートとテーマソングパートは1枚のCDに収納
内容
- オープニングテーマ
- うさぎのなくほうへ。 Rabit in the mini mini micro world
- 炭酸水と透明の君へ。 It`s a wonderful world
- エンディングテーマ
- シークレット･トラック。 Secret track

声の出演
- モモ：能登麻美子
- ダニエル：広橋涼
- 井ノ上コマチ：小清水亜美
- 波佐間ユカ：名塚佳織
- ルーシィ / 赤い眼のうさぎ：金田朋子

## テレビアニメ
2006年3月2日からWOWOWノンスクランブル放送で全6回のシリーズとして放映された。更に2006年9月中旬から12月中旬にかけて、Yahoo!動画にて全話が無料配信された。2007年2月16日よりTOKYO MXにて放送されていた。

### スタッフ
- 原作 - ハセガワケイスケ[24]
- 原作イラスト - 七草[24]
- 監督・音響監督 - 望月智充[24]
- シリーズ構成・脚本 - 吉田玲子[24]
- キャラクターデザイン・総作画監督 - 堀内博之[24]
- 美術監督 - 橋本和幸[24]
- 美術設定 - 生形奈緒美[24]
- 色彩設定 - 佐藤直子[24]
- 撮影監督 - 沖野雅英[24]
- 編集 - 岡祐司[24]
- 音楽 - MOKA[24]
- プロデューサー - 石黒達也[24]
- アニメーション制作 - グループ・タック[24]
- 製作 - ポニーキャニオン[24]

### 主題歌
オープニングテーマ「no one」
作詞 - カハラ・S・ホーレン / 作曲・編曲 - 凸（macado） / 歌 - K○Y
エンディングテーマ「White Messenger」
作詞 - MACHA / 作曲 - namahage / 編曲 - 凸（macado） / 歌 - K○Y

### 各話リスト
| 話数  | サブタイトル     | 絵コンテ | 演出     | 作画監督 | 原作                                    |
| ----- | ---------------- | -------- | -------- | -------- | --------------------------------------- |
| 第1話 | きみのこえ。     | 望月智充 | 木村隆一 | 堀内博之 | 小説第1巻「きみのこえ。」               |
| 第2話 | さかなのころ。   | 望月智充 | 中川聡   | 牛島勇二 | 小説第2巻「水のないプール。」           |
| 第3話 | ひかりのかなた。 | 木村隆一 | 木村隆一 | 堀内博之 | 小説第3巻「ビー玉と太陽光線のかなた。」 |
| 第4話 | あきのまほう。   | 望月智充 | 望月智充 | 今泉賢一 | 原作無し（オリジナル作品）              |
| 第5話 | ほたるのひかり。 | 中川聡   | 中川聡   | 牛島勇二 | 小説第4巻「ホタルノヒカリ。」           |
| 第6話 | こころのたび。   | 望月智充 | 望月智充 | 堀内博之 | 原作無し（オリジナル作品）              |

### 声の出演
- モモ - 小林晃子[24]
- ダニエル - 清水愛[24]

| 話数  | 主要キャスト                                                                       | その他 |
| ----- | ---------------------------------------------------------------------------------- | --- |
| 第1話 | - 瀬戸公太（金田晶代） - 牧原麻依（斎藤千和） - ブルー                             | 斎木（高木礼子）、公太の母（木川絵理子） 男の子（大浦冬華）                                                                                                 |
| 第2話 | - 浅野水月（甲斐田ゆき） - 藤島豊花（植田佳奈） - 浅野昴（木村亜希子）             | 水月の母（よのひかり）、保健の先生（森夏姫） 男の子1（柿原徹也）、男の子2（五十嵐誠）                                                                       |
| 第3話 | - 市原カンタロウ（豊永利行） - 藤浦トマト（三橋加奈子） - 市原康太郎（郷田ほづみ） | カンタロウの母（織田芙実） |
| 第4話 | - 風間千秋（佐土原智子） - 風間冬樹（白石涼子）                                    | 千秋の母（島本須美）、千秋の父（樋渡宏嗣） 中山（矢口アサミ）、かな子（岡嶋妙）                                                                             |
| 第5話 | - 宮崎エコ（大浦冬華） - 宮崎ワコ（松本美和） - 瀬戸公太（金田晶代）               | 斎木（高木礼子）、エコの母（重松朋） 弓道部員（中川里江）、警備員A（下崎紘史） 警備員B（飯田征利）                                                          |
| 第6話 | - 小堺桜（坂本洋子）                                                               | 松本先輩（小野大輔）、ミユキ（石塚さより） サワコ（中村繪里子）、男子生徒A・B（福井信介） 桜の母（佐々木瑶子）、桜の父（小伏伸之） 古堺あやめ（樹元オリエ） |

## テレビドラマ
テレビ東京にて2007年1月8日から3月26日まで毎週月曜26時00分 - 26時30分（火曜2時00分 - 2時30分）に放送（初回と第6話と第12話は26時30分 - 27時00分、第11話は26時15分 - 26時45分）。1クール全12話、ドラマの放送が終了した後、DVD化された（全6巻）。なお、電撃文庫としては『半分の月がのぼる空』に続くテレビドラマである。
スタッフ
- 原作 - ハセガワケイスケ[25]
- 監督 - 寺内康太郎[25]
- 脚本 - 寺内康太郎[25]、カロルコ[25]、後藤孝太郎（第3話）、木村修（第6話）、大滝朋恵（第7話・第8話）
- プロデューサー - 大橋孝史[25]、上野境介[25]、川島正規[25]
- 製作 - 株式会社SFプランニング
- 提供 - 株式会社フォーサイド・ドット・コム
- 制作会社 - 株式会社トルネード・フィルム
- 衣装協力 - 株式会社コスパ

オープニングテーマ
sacra「閃光」 
エンディングテーマ
TRICERATOPS「No Surprises」
キャスト
- モモ：浜田翔子[25]
- ダニエル：吉田里琴[25]

各話サブタイトルおよびゲスト
| 話数   | サブタイトル                                                   | ゲスト出演者                                       |
| ------ | -------------------------------------------------------------- | -------------------------------------------------- |
| 第1話  | ディス。変わり者の白い死神。                                   | 南圭介、入船加澄実                                 |
| 第2話  | しちがつなのか。Tuesday,7th July                               | 齊藤夢愛、牧田哲也                                 |
| 第3話  | 偽りの空の下で。Nothing blue sky                               | 加地千尋、緑友利恵                                 |
| 第4話  | 水のないプール。Pool Side Girl                                 | 若葉竜也、仲村みう、熊谷知花、武田真理子           |
| 第5話  | ヒカリノキセキ。I feel the light                               | 中村蒼、CHIKARA                                    |
| 第6話  | スノウリバース。Snow Rebirth                                   | 小野明日香、夏生ゆうな、牧田哲也                   |
| 第7話  | ビー玉と太陽光線のかなた。 children on that hybridrainbow 前編 | 佐藤健、秋山奈々、高橋のぶ、渡辺江里子、外波山文明 |
| 第8話  | ビー玉と太陽光線のかなた。 children on that hybridrainbow 後編 | 佐藤健、秋山奈々、高橋のぶ、渡辺江里子、外波山文明 |
| 第9話  | かなしみと白い優しさの果てに。girrafe tears                    | 眞島秀和、長澤奈央、小野麻亜矢                     |
| 第10話 | 傷跡の花。Low Blood Pressure                                   | 中村優一、南明奈                                   |
| 第11話 | ハナレバナレ。Lost memories                                    | 牧口元美、ナジメ・ナザリオ                         |
| 第12話 | しにがみのバラッド。Momo the girl god of death                 | 小林高鹿                                           |

DVD
- しにがみのバラッド。 Vol.1（第1話、第2話）
- しにがみのバラッド。 Vol.2（第3話、第4話）
- しにがみのバラッド。 Vol.3（第5話、第6話）
- しにがみのバラッド。 Vol.4（第7話、第8話）
- しにがみのバラッド。 Vol.5（第9話、第10話）
- しにがみのバラッド。 Vol.6（第11話、最終第12話）